# The Banquet (film, 1991)
Pour les articles homonymes, voir The Banquet.
Pour plus de détails, voir Fiche technique et Distribution.
The Banquet (豪門夜宴, Hao men ye yan, litt. « Banquet de soirée pour famille riche et puissante ») est une comédie hongkongaise réalisée par Alfred Cheung, Joe Cheung, Clifton Ko et Tsui Hark et sortie en 1991 à Hong Kong.
Elle est écrite et tournée rapidement pour une œuvre de charité en faveur des sinistrés de la crue du Yangzi Jiang en juillet de la même année, ayant fait plus de 1 700 morts et de nombreux déplacés dans les régions est et sud de Chine. Beaucoup de cinéastes hongkongais (comme des réalisateurs ou des directeurs de la photographie) et d'acteurs ont travaillé sur le film, surtout dans des seconds rôles ou des caméos pour ces-derniers.

## Synopsis
Le promoteur immobilier Tsang Siu-chi (Eric Tsang) et son agent (Jacky Cheung) achètent deux propriétés sur un groupe de quatre, tandis que le promoteur concurrent, Boss Hung (Sammo Hung) acquiert les deux autres propriétés. Tous deux visent à s'emparer des quatre afin de pouvoir les détruire et construire des hôtels.
L'agent apprend que le milliardaire koweïtien Ali Baba (George Lam) doit arriver à Hong Kong et conseille à Tsang de le duper pour gagner un contrat d'un milliard de dollars. Le père du prince est récemment décédé et il regrette amèrement de ne pas avoir été un bon fils.
L'agent dit à Tsang qu'il devrait démontrer la relation positive qu'il entretient avec son propre père pour l'amadouer. Malheureusement, Tsang n'a pas vu son père (Richard Ng) depuis 10 ans. Avec sa femme (Carol Cheng) et son assistant espion (Tony Leung Chiu-wai), Tsang part retrouver son père. Quand ils se revoient, Tsang prétend avoir un cancer pour convaincre son père de rentrer avec lui, avec sa sœur (Rosamund Kwan) et son mari (Tony Leung Ka-fai).
Tsang organise un banquet pour impressionner le prince, prétendant que c'est l'anniversaire de son père. Cependant, tout cela est un stratagème de l'agent, qui travaille secrètement pour Boss Hung.

## Fiche technique
- Titre original : 豪門夜宴
- Titre international : The Banquet
- Réalisation : Alfred Cheung, Joe Cheung, Clifton Ko et Tsui Hark
- Scénario : Gordon Chan, Tessa Choi, Clifton Ko, Roy Szeto, Eric Tsang, Tsui Hark, Tsui Siu-ming (en), Barry Wong et Wong Jing
- Photographie : Li Jianqiang, Horace Wong, Andrew Lau, David Chung et Peter Pau
- Montage : Shao Feng, Jin Ma, David Wu et Marco Mak
- Musique : Lowell Lo
- Société de production : Hitamin
- Société de distribution : Regal Films Distribution (en)
- Pays d'origine :  Hong Kong
- Langue originale : cantonais
- Format : couleur
- Genre : comédie
- Durée : 97 minutes
- Dates de sortie :
  - Hong Kong : 30 novembre 1991

## Distribution
Près de 100 acteurs connus de Hong Kong apparaissent dans le film dont beaucoup en caméos.
- Eric Tsang : Tsang Siu-chi
- Sammo Hung : Boss Hung Tai-po
- Jacky Cheung : Jacky Cheung Ah Hok Yau
- John Shum : Curly, l'assistant de Boss Hung
- Tony Leung Chiu-wai : Wai, l'assistant de Tsang
- Rosamund Kwan : Gigi, la sœur de Tsang
- Tony Leung Ka-fai : Leung, le mari de Gigi
- Richard Ng : Le père de Tsang
- Carol Cheng (Cheng Yu-Ling, aka Do Do Cheng) : Mimi, la femme de Tsang
- Joey Wong : Honey, la femme de Jacky
- George Lam : le prince Ali Baba du Koweït
- Kwan Hoi-san : Oncle Rouleau de poulet
- Lau Siu-Ming : Wong
- Jamie Luk : un vassal
- Pau Hon Lam : Oncle Graines de lotus
- Michelle Reis :  Kar-Yan Li
- Lydia Shum : Tante Bill
- Bill Tung : Oncle Bill
- Raymond Wong : Quarante
- Gabriel Wong : un vassal
- Tony Leung Ka-fai : Ah Fai
- Stephen Chow : lui-même
- Andy Lau : un présentateur
- Maggie Cheung : le professeur de chant
- Chin Kar-lok
- Leslie Cheung : lui-même
- Anita Mui : elle-même
- Aaron Kwok : le petite frère de Leslie
- Anthony Chan
- Ti Lung : le deuxième cuisinier
- Kara Hui : une serveuse
- Teresa Mo : un présentateur
- Simon Yam : l'ami de Wai, professeur de langage corporel et gigolo
- David Wu : le joggeur
- John Woo : un invité
- Yuen Miu
- Cheung Wing-fat
- Yuen Tak
- Sandra Ng : la serveuse au chariot
- Andrew Yu
- Candice Yu
- Eric Kot : le professeur d'anglais
- Jan Lamb
- Karl Maka : l'oncle de Wai, maquilleur
- Sally Yeh : elle-même
- Sylvia Chang : elle-même
- Angie Chiu
- Gong Li : elle-même
- Michael Hui : lui-même
- Leon Lai : l'assistant-cuisinier
- Alan Tam : Ali Baba
- Ng Man-tat : le premier cuisinier
- Meg Lam
- Wong Wan-Si
- Kenneth Tsang : un serveur
- Teddy Robin : un joueur de foot
- Alfred Cheung
- Philip Chan : le policier
- Melvin Wong : un invité
- Billy Lau
- Gordon Liu
- Maria Cordero : une invitée
- Gloria Yip
- Josephine Koo
- Hoi Sang Lee
- Mimi Zhu : une invitée
- Tai Chi Squadron : le groupe de musique
- Grasshopper (en)
- Lowell Lo : le chauffeur de taxi
- Anglie Leung
- Lau Kar-leung : le professeur d'arts martiaux et d'escrime
- Fung Hak On

Le personnage du père de Tsang a un certain nombre d'employés, comme un expert en escrime, Maître Lau/Oncle Neuf (Lau Kar-leung), une serveuse (Kara Hui), deux professeur d'anglais (Eric Kot (en) et Jan Lamb (en)), un maquilleur (Karl Maka) et un professeur de langage corporel/gigolo (Simon Yam).
Tsang Siu-chi fait un rêve éveillé sur le banquet, dans lequel son moi imaginé est joué par Leslie Cheung, avec Aaron Kwok pour son frère, et le prince Ali Baba imaginé par George Lam. Il imagine également qu’un flot de belles actrices, notamment Anita Mui, Sally Yeh, Sylvia Chang, Angie Chiu et Gong Li, assistent au repas. Celles-ci sont suivies par les principaux acteurs de Hong Kong, comme Anthony Chan (en), Stephen Chow et Michael Hui (accompagnés de Maria Cordero). Tous ces acteurs jouent dans la séquence onirique et certains prennent d'autres rôles lors du banquet.
Lors du banquet, le personnel de Tsang comprend les cuisiniers Leon Lai et Ng Man-tat, les serveuses Meg Lam et Wong Wan-si, et May Lo (en), Sandra Ng, Fennie Yuen, Ti Lung et Kenneth Tsang.
Les invités au banquet incluent David Chiang, Tony Ching, Ku Feng, Carina Lau, Lee Hoi-san, Loletta Lee, Waise Lee, Maggie Cheung, Bryan Leung, Cheung Wing-fat, Lawrence Ng (en), Barry Wong, Johnnie To, Melvin Wong, John Woo, Pauline Yeung (en), Gloria Yip, Chu Yuan, Tai Chi Squadron, Yuen Cheung-yan, Mimi Zhu et le groupe Grasshopper (en).
Le groupe qui se produit au banquet est joué par Paul Wong (en), Wong Ka-kui, Wong Ka-keung (en) et Yip Sai-wing (en).
Les autres rôles incluent Teresa Mo et Andy Lau comme présentateurs télé, et Teddy Robin, Wan Chi-keung (en) et Billy Lau comme joueurs de foot. Philip Chan et Anglie Leung jouent un duo de policiers, pourchassant un voleur joué par Tommy Wong. D'autres caméos incluent Josephine Koo (en) comme photographe, James Wong comme vendeur de nourriture, David Wu (en) comme joggeur, Lowell Lo comme chauffeur de taxi, et Cheung Wing-fat dans un rôle inconnu.